# Scathophaga kaszabi
Scathophaga kaszabi är en tvåvingeart som beskrevs av Sifner 1975. Scathophaga kaszabi ingår i släktet Scathophaga och familjen kolvflugor.
Artens utbredningsområde är Mongoliet. Inga underarter finns listade i Catalogue of Life.